# Sclerocroton
Sclerocroton es un género de plantas con flores perteneciente a la familia Euphorbiaceae. Es originario de África occidental.

## Taxonomía
El género fue descrito por Christian Ferdinand Friedrich Hochstetter y publicado en Flora 28: 85. 1845.

## Especies aceptadas
A continuación se brinda un listado de las especies del género Sclerocroton aceptadas hasta octubre de 2012, ordenadas alfabéticamente. Para cada una se indica el nombre binomial seguido del autor, abreviado según las convenciones y usos.
- Sclerocroton carterianus (J.Léonard) Kruijt & Roebers
- Sclerocroton cornutus (Pax) Kruijt & Roebers
- Sclerocroton integerrimus Hochst.
- Sclerocroton melanostictus (Baill.) Kruijt & Roebers
- Sclerocroton oblongifolius (Müll.Arg.) Kruijt & Roebers
- Sclerocroton schmitzii (J.Léonard) Kruijt & Roebers